# Robert B. Jordan
Robert Byrd Jordan III (* 11. Oktober 1932 in Mount Gilead, Montgomery County, North Carolina; † 16. Februar 2020 ebenda) war ein US-amerikanischer Politiker (Demokratische Partei). Zwischen 1985 und 1989 war er Vizegouverneur des Bundesstaates North Carolina.

## Werdegang
Im Jahr 1954 absolvierte Robert Jordan die North Carolina State University in Raleigh, wo er Forstwirtschaft studierte. Anschließend arbeitete er nach einer zweijährigen Zeit in der United States Army im familieneigenen Betrieb in der Holzbranche. Später übernahm er die Leitung dieses Betriebs. Politisch wurde er Mitglied der Demokratischen Partei. Sein erstes politisches Amt war das eines Gemeinderats in Mount Gilead. 1961 wurde er Mitglied im Kuratorium der University of North Carolina. Dort war er mitverantwortlich für die Erweiterung des Universitätssystems seines Staates von drei auf sechs Universitäten. Zwischen 1976 und 1984 saß er im Senat von North Carolina. Er gehörte auch mehreren Schul- und Bildungsausschüssen seines Staates an.
1984 wurde Jordan an der Seite von James G. Martin zum Vizegouverneur von North Carolina gewählt. Dieses Amt bekleidete er zwischen 1985 und 1989. Dabei war er Stellvertreter des Gouverneurs und Vorsitzender des Staatssenats. Im Jahr 1988 kandidierte er erfolglos gegen den republikanischen Amtsinhaber Martin für das Amt des Gouverneurs. Am 20. Mai 2009 wurde Robert Jordan zum Kuratoriumsvorsitzenden der North Carolina State University ernannt.